# Amethistkoekoek
De amethistkoekoek (Chrysococcyx xanthorhynchus) is een vogel uit de familie Cuculidae (koekoeken).

## Verspreiding en leefgebied
Deze soort komt voor van Zuidoost-Azië tot de Filipijnen en telt twee ondersoorten:
- C. x. xanthorhynchus: van noordoostelijk India tot zuidoostelijk Azië, de Grote Soenda-eilanden en Palawan.
- C. x. amethystinus: de Filipijnen.